# Погань (фільм, 1990)
«Погань» (рос. «Дрянь») — український кримінальний художній фільм 1990 року режисера Анатолія Іванова.
У фільмі розповідається про проблему наркоманії.

## Сюжет
Валентин Мукасей по поверненню з військової служби в Афганістані дізнається, що його рідна сестра Аліса стала наркоманкою, а квартира перетворена в притон. Він намагається відірвати її від наркотичної залежності, але нічого не виходить. Незабаром Аліса помирає від передозування і Валентин починає мститись наркомафії…
Значна частина фільму знята у Львові.

## У ролях
- Олег Фомін —  Валентин Мукасей
- Марія Селянська —  Аліса, сестра Валентина Мукасея, наркоманка
- Олександр Мартинов —  Льоня «Блондин»
- В'ячеслав Баранов —  Глазков
- Ернст Романов —  Віктор Михайлович
- Анатолій Лук'яненко —  Шпак, «швидка допомога» для наркоманів
- Ігор Слободський —  Фархат
- Шаріф Кабулів —  Назарбек
- Костянтин Шамін —  спортсмен
- Валерій Шептекита —  лікар-нарколог
- Валентина Ілляшенко —  Валентина  (в титрах Валентина Ілляшенко)
- Віктор Плюто —  Кролик
- Володимир Костюк —  дільничний
- Закир Муминов —  Саїд
- Петро Бенюк —  Кремезний
- Микола Ісаакян —  лікар

## Творча група
- Автор сценарію: Сергій Устинов
- Режисер-постановник: Анатолій Іванов
- Оператор-постановник: Василь Бородін, під худ. кер. Вілена Калюти
- Художник-постановник: Оксана Тимонішина
- Композитор: Олександр Нестеров
- Звукооператор: Олексій Вельямінов-Зернов
- Режисер монтажу: Людмила Ясинська
- Редактор: Валентина Ридванова
- Музичний редактор: Володимир Гронський
- Режисер: Олександр Янчук
- Оператор: М. Кретов
- Художники: по костюмах — Наталя Турсеніна; по гриму — Н. Акопянц
- Директори картини: Леонід Перерва, Володимир Скляров